# Neijing Tu
 (février 2022).
La mise en forme du texte ne suit pas les recommandations de Wikipédia : il faut le « wikifier ».
Les points d'amélioration suivants sont les cas les plus fréquents. Le détail des points à revoir est peut-être précisé sur la page de discussion.
- Les titres sont pré-formatés par le logiciel. Ils ne sont ni en capitales, ni en gras.
- Le texte ne doit pas être écrit en capitales (les noms de famille non plus), ni en gras, ni en italique, ni en « petit »…
- Le gras n'est utilisé que pour surligner le titre de l'article dans l'introduction, une seule fois.
- L'italique est rarement utilisé : mots en langue étrangère, titres d'œuvres, noms de bateaux, etc.
- Les citations ne sont pas en italique mais en corps de texte normal. Elles sont entourées par des guillemets français : « et ».
- Les listes à puces sont à éviter, des paragraphes rédigés étant largement préférés. Les tableaux sont à réserver à la présentation de données structurées (résultats, etc.).
- Les appels de note de bas de page (petits chiffres en exposant, introduits par l'outil «  Source ») sont à placer entre la fin de phrase et le point final[comme ça].
- Les liens internes (vers d'autres articles de Wikipédia) sont à choisir avec parcimonie. Créez des liens vers des articles approfondissant le sujet. Les termes génériques sans rapport avec le sujet sont à éviter, ainsi que les répétitions de liens vers un même terme.
- Les liens externes sont à placer uniquement dans une section « Liens externes », à la fin de l'article. Ces liens sont à choisir avec parcimonie suivant les règles définies. Si un lien sert de source à l'article, son insertion dans le texte est à faire par les notes de bas de page.
- La présentation des références doit suivre les conventions bibliographiques. Il est recommandé d'utiliser les modèles {{Ouvrage}}, {{Chapitre}}, {{Article}}, {{Lien web}} et/ou {{Bibliographie}}. Le mode d'édition visuel peut mettre en forme automatiquement les références.
- Insérer une infobox (cadre d'informations à droite) n'est pas obligatoire pour parachever la mise en page.

Pour une aide détaillée, merci de consulter Aide:Wikification.
Si vous pensez que ces points ont été résolus, vous pouvez retirer ce bandeau et améliorer la mise en forme d'un autre article.
 

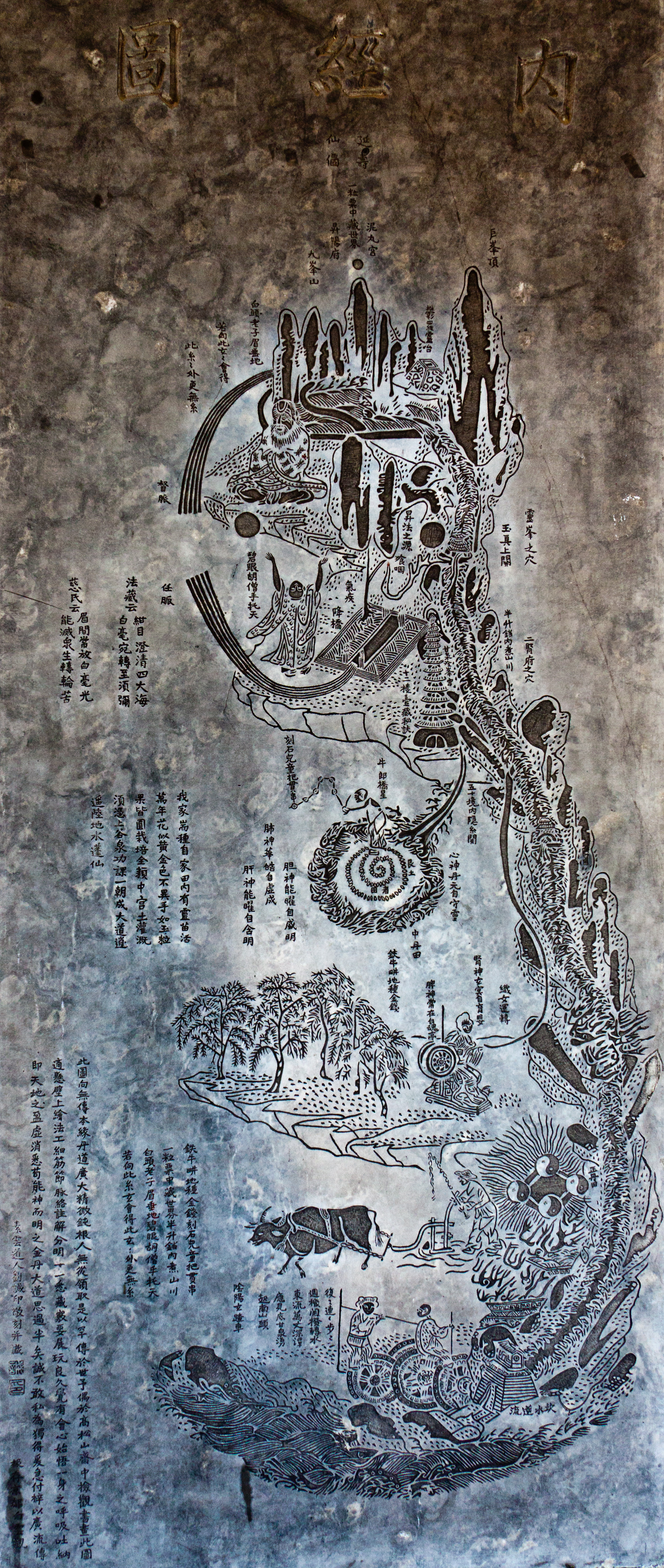
Une représentation d'un Neijing Tu

Le Neijing Tu (chinois simplifié: 內经图; chinois traditionnel: 內經圖; pinyin: Nèijīng tú; Wade–Giles: Nei-ching t'u) est un diagramme taoïste du "paysage intérieur" du corps humain illustrant les principes de l'alchimie interne du Neidan, mais aussi du Wu Xing (les 5 éléments), du Yin et du Yang et de la mythologie chinoise.

## Appellation
Le nom Neijing tu combine trois mots: Nei 內 "intérieur, interne",  Jing 經 "enveloppe (au sens de trame), écriture, canon, classique, méridien (acupuncture)" et Tu 圖 "image, dessin, graphique,  carte". Cette représentation est parfois traduite en français comme "diagramme de la trame intérieure" ou "carte du paysage intérieur".
On rencontre parfois une écriture alternative sous la forme de 內景圖 (prononciation identique) en utilisant le caractère jing 景 «vue, paysage, condition» comme variante du caractère chinois jing 經. On peut alors le traduire par «Diagramme des lumières intérieures» (Kohn 2000 : 499, 521), 

## Histoire
Bien que l'origine du Neijing tu ne soit pas claire, il date probablement du XIXe siècle (Komjathy 2004 :11). Toutes les copies sont issues d'une stèle gravée datée de 1886, visible dans le Temple du Nuage Blanc de Pékin 白雲觀. Elle raconte comment Liu Chengyin 柳誠印 l'a gravée en se basant sur un vieux rouleau de soie découvert dans une bibliothèque du mont Song (province du Henan). Par ailleurs, un rouleau représentant le Neijing tu en couleur datant de la dynastie Qing a été peint à la bibliothèque Ruyi Guan 如意館 « Palais des vœux exaucés » de la Cité interdite (Despeux 2008 : 767).
Il semble que le Neijing Tu a servi d'inspiration à un autre diagramme : le Xiuzhen Tu 修真圖 "Carte de la culture de la perfection". Les premiers diagrammes anatomiques présentant le symbolisme taoïste de Neidan sont attribués à Yanluozi 煙蘿子 (fl. Xe siècle) et conservés dans les Xiuzhen shishu 修真十書 "Dix livres de la culture de la perfection" datés de 1250 de notre ère (Kohn 2000:521).

## Contenu
Le Neijing tu représente un corps humain vu de côté (ressemblant à un méditant ou à un fœtus) comme un microcosme de la nature c'est-à-dire sous la forme d'un «paysage intérieur» (Schipper 1993 : 100-112). Les montagnes, rivières, chemins, forêts et étoiles représentant les organes et les méridiens d'acupuncture. Le sinologue Joseph Needham (1983 : 114) inventa le terme de « microsomographie » pour le qualifier. Il décrit le Neijing tu comme « beaucoup plus fantaisiste et poétique » que les précédentes illustrations taoïstes.
Les descriptions textuelles comprennent les noms des organes et viscères (Zangfu), deux poèmes attribués à Lü Dongbin 呂洞賓 (né vers 798 CE, considéré comme étant l'un des huit immortels) et des citations du Huangting jing 黃庭經 « Classique de la cour jaune ».

L'image du Neijing d'une montagne avec des rochers sur le crâne et la colonne vertébrale développe la métaphore du « corps en tant que montagne », dont les premières traces remontent à 1227 de notre ère (Despeux et Kohn 2003 : 185). La tête montre les montagnes Kunlun, le dantian supérieur (champ de cinabre), lao Tseu, Bodhidharma et deux cercles pour les yeux (qualifiés de soleil et lune). Le poème d'accompagnement explique :
Les sourcils du vieillard à tête blanche pendent jusqu'à terre;
Les bras du moine étranger aux yeux bleus soutiennent le ciel.Si vous aspirez à ce mysticisme;

Vous allez acquérir son secret. (tr. Wang 1992 : 145)
Les constellations chinoises figurent en bonne place. Le cœur représente Niulang 牛郎 "le bouvier", l'Altaïr est représentée par le Beidou 北斗 et l'"Ourse du Nord" par la Grande Ourse. Associée à son amant archétypal, Zhinü 織女 "la fille tisserande" représente Vega (voir Qi Xi), ils propulsent le qi jusqu'à la pagode trachéale aux douze étages. Le foie et la vésicule biliaire sont figurés par une forêt, l'estomac est un grenier et la légende qui accompagne les intestins mentionne "le bœuf de fer laboure le champ où sont semées les pièces d'or" (tr. Needham 1983 : 116) se référant à l’Élixir de vie. À la base de la colonne vertébrale se trouvent des roues hydrauliques (une invention chinoise ancienne) dirigées par une petite fille et un petit garçon qui représentent le yin et le yang.